# Лаоелин
Лаоелин или Лаолин е сборно название на няколко ниски планиниски хребети в Североизточен Китай, в провинция Хъйлундзян, разположени в северната част на Манджуро-Корейските планини. Основните хребети – Лаолин (1314 m), Кентей Алин (1183 m), Надан Хада Алин (830 m), Сяогокушан (1225 m), Фозлин (1003 m), Еншуйган (853 m) – се простират от югозапад на североизток на протежение от 475 km, като образуват ясно изразен вододел между басейните на реките Мулинхъ (ляв приток на Усури) на изток Мудандзян (десен приток на Сунгари) на запад. Изградени са предимно от кристалинни скали. На югозапад преобладават средновисоки (1000 – 1150 m), а на североизток – ниски (до 400 – 760 m) хребети. По склоновете им все още тук-там са се запазили малки участъци от широколистни гори.